# 偵探已經，死了。
《偵探已經，死了。》，简称，是二语十所著的日本轻小说，由Umibouzu繪製插画，2019年11月25日起由MF文库J出版。改编漫画于2020年5月27日發售的《月刊Comic Alive》2020年7月号开始连载，作画为麦子。改編電視動畫第1季於2021年7月至9月播映，第2季預定於2026年播出。2021年8月推出由動畫聲優朗讀的小說有聲書。
該作品在第15屆MF文庫J輕小說新人獎中獲得最優秀獎、店員最愛輕小說大獎2020的文庫部門中獲得第1位，《這本輕小說真厲害！2021》文庫部門中排名第4。截至2022年7月，系列累積發行超過100萬冊。

## 故事概要
“你，来当我的助手吧。”四年前，万米高空中被劫持的飞机裏，君塚君彦被名侦探希耶絲塔选定为助手，随后展开了长达三年的跌宕起伏的冒险，然后迎来了生离死别。一年后的现在，侦探已经死了，但故事还在继续，在那架飛機上，君塚遇到了神秘偵探希耶絲塔，並成為了他的助手，在接下來的三年裡，兩人周遊世界，與秘密組織“SPES”一起共同作戰。

## 登場人物
如無註明，均為電視動畫的聲優。
君塚君彥（聲：長井新）
本作男主角，18歲的高中生，口頭襌是「太不講理了」。由於他擁有被捲入各種各樣事件中的體質，因此他知道如何用鐵絲開鎖及使用手槍。被「調理者」稱為「特異點」，據說可以改變世界的命運。在四年前成為希耶絲塔的助手。一年前與希耶絲塔前往孤島調查SPES的基地，在調查時與海拉對戰。因吸入SPES生物兵器的花粉，而忘記希耶絲塔的死因。與夏凪渚搭檔後，開始重新調查SPES和希耶絲塔的死因。在和齋川唯度假時，巧遇希耶絲塔的弟子夏洛特·有坂·安德森。君塚從她口中得知能打敗SPES的「名偵探的遺物」在此郵輪上，並因此遭到SPES的幹部變色龍襲擊，與沉睡在夏凪渚體內的希耶絲塔共同擊敗他。之後和夏凪、齋川、夏露等人一同被AI希耶絲塔（諾切斯）綁架並獲告知希耶絲塔的真正死因，自此發誓要使她復活。在巫女的幫助下，和夏凪、齋川、夏露等人一同討伐SPES的首領席德，但最終夏凪、夏露瀕死，齋川被席德奪取。絕望之際，希耶絲塔復活，並再次邀請君塚成為助手，再次挑戰席德，成功救回齋川，並和希耶絲塔、海拉擊敗生物兵器之後，海拉用上全力將席德封印。後經過一段時間，夏露在發明家的幫助下成功復原，但夏凪仍然昏迷。在與希耶絲塔前往紐約時順便找尋能將夏凪喚醒的方法，會後隔晚與希耶絲塔訴說三年來冒險的種種，隔日希耶絲塔卻只留下槍與一封離別的信便不見了。返回日本後，與病床上昏迷的夏凪請求找回希耶絲塔，此時她成功被喚醒，並一起討論希耶絲塔離開的目的，得出其體內的種子可能會爆走，便策畫如何將希耶絲塔帶回。透過巫女散布席德復活的假消息，成功引誘希耶絲塔到世界之樹前，並用計與夏凪、夏露、齋川、AI希耶絲塔（諾切斯），成功讓希耶絲塔在戰鬥中逐漸昏睡，並約定總有一天會將其心臟的種子分離，再將希耶絲塔喚醒。
希耶絲塔（聲：宮下早紀（電視動畫）、悠木碧（PV）（日本）；林美秀（台灣））
本作主要角色，本名、年齡、國籍不詳的神秘偵探，生日是4月2日，於一年前身亡。真實身份是守護世界的十二人之盾「調律者」中的「名偵探」。六年前同幼年時夏凪渚、艾莉西亞認識，於實驗逃脫時失敗而忘卻記憶，在戰鬥失敗後仍然成功奪取種子並植入自身並逃離實驗場所。三年前在倫敦時與SPES的幹部海拉一戰，導致腿受傷需兩個禮拜才能復原，養病期間因腿傷，所以將偵探的工作交由在路邊發現的神祕少女愛莉西亞和君塚君彥。復原後跟君塚和愛莉西亞在餐館慶祝。之後發現愛莉西亞和海拉共用一個身體，而海拉被變色龍回收。變色龍透露將前往SPES的秘密研究孤島。為拯救愛莉西亞的意識而前往該處。在孤島與海拉的對戰中，遭到生物兵器的襲擊而導致左胸出血。海拉同樣也遭到襲擊心臟受損，於是奪取希耶絲塔的心臟。不過，希耶絲塔的心臟可以保存自身的意識，讓她能夠封印海拉的意識，並控制海拉的身體與助手道別。隨後繫上紅色絲帶，並將艾莉希雅改名為夏凪渚，花費一年的時間壓制住海拉的人格。一年後在君塚與變色龍一戰時，因夏凪意識拜託，藉其身體幫助君塚打倒變色龍，之後因夏凪意識昏迷，心臟被移植回原本保存好的身體而復活，並和君塚一齊前往討伐SPES的首領席德，最終由海拉以自身的全部將席德封印。大戰後在發明家的幫助下進行治療，隨後便前往紐約參加調律者大會，回報SPES的討伐過程，但因為違反調律者的規定，為了負起責任，主動提出卸任名偵探一職，並決定將下任名偵探訂為夏凪。當晚與君塚討論三年來的冒險後，因得知自己體內的種子可能會爆走便留下槍與君塚一人而離開。後來因巫女的假預言而被君塚一行人用計昏迷，君塚一行人便開始尋找將希耶絲塔心臟內的種子分離的方法。
夏凪渚（聲：竹達彩奈（電視動畫、PV））
本作主要角色，18歲。女高中生，君塚的同學。一年前曾接受換心臟手術，為了解決關於心臟的問題，委托君塚找尋某人X。經蝙蝠確認，心臟的主人是已死去的名偵探希耶絲塔；而且心臟主人的回憶想再見某人X就是君塚。其後劇情揭露，她其實是席德的實驗體，實驗編號602。曾接受心臟手術一事其實是記憶錯誤。幼年時由希耶絲塔命名為渚，跟希耶絲塔、艾莉西亞於幼年時已經互相認識，在實驗逃脫時目睹艾莉西亞的死亡而大受打擊，造成封閉記憶以及創造出海拉這位人格。之後由希耶絲塔於壓制海拉人格時，希望如同艾莉西亞那如夏天般陽光，因此把她起名為夏凪渚。出於自己的意志，她決定追隨希耶絲塔的腳步成為「名偵探」。之後和君塚、齋川、夏露等人一同被AI希耶絲塔（諾切斯）綁架並獲告知希耶絲塔的真正死因。
艾莉西亞（聲：長繩麻理亞）
自稱17歲。君塚在街頭撿到的睡在箱子裡的小女孩，曾在君塚左眼受傷時，送給他一個眼罩。其後劇情揭露，艾莉西亞是主人格渚意識封閉期間，由次人格海拉藉由深層記憶所產生出來的表象。
海拉（聲：花守由美里）
渚的另外一個人格，黑髮紅瞳，穿著軍服的少女。武器是軍刀。為了保護渚免受小時候在SPES設施所經歷的苦難而創造的人格。作為SPES的最高幹部出現在君塚及希耶絲塔面前，與希耶絲塔戰鬥並且戰敗，後來與主人格的渚和解並與她合作。
愛莉西亞
真實存在的人，是幼年被收留在SPES設施裏的孩子。會製作武器，與希耶絲塔和渚是朋友。擁有比設施里其他孩子更多的被贈送的玩偶，實際上包含許多被做人體實驗的孩子的玩偶。SEED會對孩子們定期消除記憶，但貌似艾莉希亞不受到影響。為保護希耶絲塔和渚，被席德植入種子失敗而死。
齋川唯（聲：高尾奏音）
本作主要角色，左眼戴著眼罩的少女。14歲。女中學生，以國民偶像而聞名經常出現在雜誌和廣告中。左眼的義眼為傳家寶「奇蹟之藍寶石」，為了防止「奇蹟之藍寶石」被盜而委託君塚及夏凪保護她。雖然是作中最年輕的，但君塚稱她是最成熟的，是個踏實的人。之後和夏凪、君塚、夏露等人一同被AI希耶絲塔（諾切斯）綁架並獲告知希耶絲塔的真正死因。
夏洛特·有坂·安德森（聲：白砂沙帆）
本作主要角色，17歲。自稱是「夏露」，以希耶絲塔的弟子身份自居的美日混血金髮少女，出身為歐美。原本是被派去刺殺希耶絲塔的刺客，但被希耶絲塔打敗後開始崇拜希耶絲塔稱她為「大小姐」（Ma'am）並成為風靡的部下。之後和夏凪、齋川、君塚等人一同被AI希耶絲塔（諾切斯）綁架並獲告知希耶絲塔的真正死因。
加瀨風靡（聲：渕上舞）
28歲，紅髮馬尾。女刑警，警階為警部補。寧願以確實的方法守護世界也不願以不確定的方法守護世界，因此她認為打倒席德的最佳方法是殺死席德在地球上生存所必需的容器候補。抽雪茄或煙草，說要戒煙卻無法戒煙的人。真實身份是「調律者」中的「暗殺者」，「暗殺者」只能殺害無辜的人。
蝙蝠（聲：松岡禎丞）
34歲，出身北歐的金髮男性，本名是亞伯特，有個名為艾麗的妹妹。秘密組織SPES的半人造人，因為擁有人造人的能力而擁有遠超常人的聽力，代價是失去視力。是君塚和希耶絲塔相遇的劫機事件的始作俑者，這個事件被日本警方隱匿，蝙蝠也在日本警察的掌控下坐牢。席德委託守護世界的十二人之盾「調律者」中的「吸血鬼」史卡雷特協助蝙蝠越獄，但蝙蝠與「吸血鬼」訂定復活妹妹的契約沒理會席德。在藍寶石左眼事件中直接與君塚及齋川接觸同時與風靡達成監視齋川的交易得到假釋，在發覺「吸血鬼」復活人類的能力的真相後撕毀與「吸血鬼」訂定的契約，同時並背叛風靡轉而幫助君塚及齋川。在君塚、夏露及海拉合力擊敗風靡的隔天出現在眾人面前主動提出協助齋川覺醒左眼的能力，在席德襲擊日本時為了親手宰了席德而在戰鬥中身亡。
變色龍（聲：子安武人）
銀髮的修長男性，外貌是亞洲人。秘密組織SPES的人造人，能力和變色龍相似，可以變得透明化隱藏在環境中，擁有像觸手一樣可以伸長十公尺的「舌頭」。在海拉輸給希耶絲塔時曾幫忙海拉逃離。綁架艾莉西亞引誘希耶絲塔及君塚前往其位於海上孤島的據點。在島上誤以爲自己已經把希耶絲塔幹掉而離開現場，在君塚及夏露與席德戰鬥時因插嘴說話而被席德懲罰。在豪華客輪上為了名偵探的遺産綁架夏凪並與君塚一戰，在風靡、夏露的協助下被君塚及希耶絲塔聯手打敗。
地獄三頭犬（聲：中田讓治）
秘密組織SPES的人造人，擁有嗅覺很好的鼻子，還可以改變自己的外貌。身披黑色長袍的強健壯年男子。出現在英國倫敦的現代版開膛手傑克，因為畏懼希耶絲塔的追捕而襲擊希耶絲塔，在面對君塚時偽裝為夏露，被希耶絲塔打敗後縮小身體逃脫束縛但被海拉所殺，並被奪走左胸中做為「生物兵器」能量來源的黑色礦物。

## 用語說明
调律者
一共十二人，已知名偵探、暗殺者、吸血鬼、巫女、怪盜、發明家、情報屋、革命家、黑衣人、魔法少女、執行人、名演員，且同一時間點上只會有一個有此才能的人。過去曾存在魔術師、劍豪、陰陽師。

## 創作
該作創作意念始於作者二語十某天在街上散步時想到的一句話：「請問在場有沒有從事偵探的旅客？」，然後由這句開始展開作品的構想。這句最終成為了小說的第一句句子。二語十在這部作品前曾多次投稿小說獎項，曾有作品打進最終候選階段，當時得到「雖然很有趣，但不夠像輕小說」的評語。因此他在這次經驗後，決定將懸疑、動作、戀愛喜劇等輕小說的有趣之處都塞進作品裏。在MF文庫J輕小說新人獎時，這部作品是以君塚、夏凪和齋川為中心的，但在獲獎後跟編輯多次商討，決定改以希耶絲塔為故事軸心，並增加她的戲份。也因為如此，原本在投稿時名為「夕凪渚」的夏凪渚才是女主角。

## 出版書籍

### 輕小說
本篇
| 卷數 | MF文庫J（KADOKAWA） | MF文庫J（KADOKAWA）    | 尖端出版      | 尖端出版                                             |
| 卷數 | 發售日期            | ISBN                   | 發售日期      | ISBN / EAN                                           |
| ---- | ------------------- | ---------------------- | ------------- | ---------------------------------------------------- |
| 1    | 2019年11月25日      | ISBN 978-4-04-064196-6 | 2021年3月18日 | ISBN 978-957-109352-9                                |
| 2    | 2020年1月24日       | ISBN 978-4-04-064328-1 | 2021年8月6日  | ISBN 978-626-308887-0                                |
| 3    | 2020年6月25日       | ISBN 978-4-04-064593-3 | 2021年9月17日 | ISBN 978-626-316021-7                                |
| 4    | 2020年11月25日      | ISBN 978-4-04-680016-9 | 2022年2月11日 | ISBN 978-626-316414-7                                |
| 5    | 2021年5月25日       | ISBN 978-4-04-680440-2 | 2022年6月9日  | ISBN 978-626-316935-7                                |
| 6    | 2021年11月25日      | ISBN 978-4-04-680914-8 | 2022年9月8日  | ISBN 978-626-338390-6                                |
| 7    | 2022年8月25日       | ISBN 978-4-04-681657-3 | 2023年2月2日  | ISBN 978-626-356032-1                                |
| 8    | 2023年1月25日       | ISBN 978-4-04-682108-9 | 2023年8月1日  | ISBN 978-626-356775-7 EAN 471-122-858995-1（特裝版） |
| 9    | 2023年5月25日       | ISBN 978-4-04-682568-1 | 2024年2月5日  | ISBN 978-626-377512-1 EAN 471-770-229609-4（特裝版） |
| 10   | 2023年10月25日      | ISBN 978-4-04-682766-1 | 2024年7月30日 | ISBN 978-626-403030-4 EAN 471-770-229658-2（特裝版） |
| 11   | 2024年3月25日       | ISBN 978-4-04-682767-8 | 2025年2月11日 | ISBN 978-626-403406-7 EAN 471-770-229730-5（特裝版） |
| 12   | 2024年11月25日      | ISBN 978-4-04-684252-7 |               |                                                      |
| 13   | 2025年7月25日       | ISBN 978-4-04-684979-3 |               |                                                      |

夏凪渚還是，想當個女高中生。
| 卷數 | MF文庫J（KADOKAWA） | MF文庫J（KADOKAWA）    | 尖端出版      | 尖端出版              |
| 卷數 | 發售日期            | ISBN                   | 發售日期      | ISBN                  |
| ---- | ------------------- | ---------------------- | ------------- | --------------------- |
| 1    | 2023年8月25日       | ISBN 978-4-04-682770-8 | 2025年2月11日 | ISBN 978-626-403383-1 |
| 2    | 2024年2月24日       | ISBN 978-4-04-683345-7 | 2025年3月12日 | ISBN 978-626-403538-5 |

| 卷數 | MF文庫J（KADOKAWA） | MF文庫J（KADOKAWA）    |
| 卷數 | 發售日期            | ISBN                   |
| ---- | ------------------- | ---------------------- |
| 1    | 2024年5月24日       | ISBN 978-4-04-683609-0 |

| 卷數 | MF文庫J（KADOKAWA） | MF文庫J（KADOKAWA）    |
| 卷數 | 發售日期            | ISBN                   |
| ---- | ------------------- | ---------------------- |
| 1    | 2024年8月23日       | ISBN 978-4-04-683917-6 |

### 漫畫
漫畫《偵探已經，死了。》首3卷改編自小說第1卷，《偵探已經，死了。-the lost memory-》則改編自小說第2卷。
偵探已經，死了。
| 卷數 | KADOKAWA       | KADOKAWA               |
| 卷數 | 發售日期       | ISBN                   |
| ---- | -------------- | ---------------------- |
| 1    | 2020年11月21日 | ISBN 978-4-04-680007-7 |
| 2    | 2021年5月21日  | ISBN 978-4-04-680379-5 |
| 3    | 2021年7月21日  | ISBN 978-4-04-680634-5 |
| 4    | 2021年12月23日 | ISBN 978-4-04-680987-2 |
| 5    | 2023年5月23日  | ISBN 978-4-04-681737-2 |
| 6    | 2023年10月23日 | ISBN 978-4-04-682849-1 |

偵探已經，死了。-the lost memory-
| 卷數 | KADOKAWA       | KADOKAWA               |
| 卷數 | 發售日期       | ISBN                   |
| ---- | -------------- | ---------------------- |
| 1    | 2021年5月21日  | ISBN 978-4-04-680505-8 |
| 2    | 2021年10月21日 | ISBN 978-4-04-680939-1 |
| 3    | 2022年4月21日  | ISBN 978-4-04-681317-6 |
| 4    | 2022年11月22日 | ISBN 978-4-04-681970-3 |

| 卷數 | KADOKAWA      | KADOKAWA               |
| 卷數 | 發售日期      | ISBN                   |
| ---- | ------------- | ---------------------- |
| 1    | 2022年2月25日 | ISBN 978-4-04-681181-3 |
| 2    | 2023年6月23日 | ISBN 978-4-04-682569-8 |

### 其他
《偵探已經，死了。》畫集
| KADOKAWA      | KADOKAWA               | 尖端出版      | 尖端出版              |
| 發售日期      | ISBN                   | 發售日期      | ISBN                  |
| ------------- | ---------------------- | ------------- | --------------------- |
| 2024年3月25日 | ISBN 978-4-04-680007-7 | 2025年1月17日 | ISBN 978-626-403422-7 |

## 迴響
該作品在第15屆MF文庫J輕小說新人獎中獲得最優秀獎，店員最愛輕小說大獎2020的文库部门中獲得第1位；《這本輕小說真厲害！》文庫部門中，2021年排名第4，2022年排名第8；希耶絲塔在女性角色中，2021年排名第4，2022年排名第2；君塚君彥在男性角色中，2021年排名第9，2022年排名第6；Umibouzu在插畫家部門中，2022年排名第6。
截至2020年2月，銷量突破5萬冊。截至2020年4月，銷量突破10萬冊。截至2021年1月，銷量突破25萬冊。截止2021年5月，銷量突破50萬冊。截止2021年11月，銷量突破85萬冊。
本作電視動畫開始播映後，輕小說系列在Oricon公信榜的2021年7月輕小說每月銷量排行榜上排名第3位，2021年8月排名第1位。同年在Oricon公信榜輕小說年榜上，以約36.8萬本的銷量，成為2021年銷量第5高的輕小說系列。

## 電視動畫
改編電視動畫第1季於2021年7月4日首播，由ENGI製作。第1集時長约一小時。網絡廣播節目《偵探和助手的【偵探已死RADIO】》（探偵と助手の【たんもしRADIO】）由同年7月10日起隔週星期六於音泉播出，長井新、宮下早紀主持。虛擬YouTuber白上吹雪和夏色祭在第3集登場，飾演本人。
音樂原聲帶《偵探已經，死了。音樂大全》（探偵はもう、死んでいる。音楽大全）於2021年8月25日發售，收錄了片頭曲、片尾曲和動畫中41首配樂。
動畫播映結束後，AT-X於9月29日獨家播映由聲優參與的60分鐘談話節目，講述動畫製作的花絮等話題。
第2季預定於2026年播出。

### 宣傳、消息公佈
2021年1月20日，宣佈將獲改編為電視動畫，並公開以希耶絲塔為主角視覺圖，以及主要製作人員和聲優陣容。其後分別於2月20日、3月20日、4月20日和5月20日公開第2至5張視覺圖，女角色夏凪渚、齋川唯、夏洛特·有坂·安德森和愛莉西亞分別於這些視覺圖上輪流登場。6月15日，公開第6張視覺圖，上面有多名主要角色登場；同時宣佈虛擬YouTuber白上吹雪和夏色祭將在第3集登場，飾演本人。
2021年3月7日，長井新、宮下早紀、竹達彩奈、高尾奏音和白砂沙帆出席「KADOKAWA 輕小說EXPO 2020」網絡直播舞台活動，活動中公開第1條宣傳影片，公佈動畫將於7月首播，以及播映電視台詳情。6月5日公開第2條宣傳影片，宣佈首播日期為7月4日，並在影片中首次播出部份片尾曲。6月26日，「KADOKAWA Anime」YouTube頻道播映特備網絡直播節目，上述五人均有出席；節目中公開第3條宣傳影片，並在影片中首次播出部份片頭曲。
動畫第2集播映後，隨着劇情揭露真相，公開了以夏凪渚為主角的第2張視覺圖的「真視覺圖」版本，希耶絲塔加入其中，跟夏凪渚背對背站立。在第4集播映後，同樣隨着劇情揭露真相，公開了以齋川唯為主角的第3張視覺圖的「真視覺圖」版本，解開了她原本戴上的眼罩。第8集播映後，公開了以愛莉西亞為主角的第5張視覺圖的「真視覺圖」版本，深夜背景換成黃昏，畫面上三人的表情改為笑臉。
《偵探已經，死了。》參與了2021年9月18日、19日於京都舉辦的「京都國際漫畫、動畫節2021」（京都国際マンガ・アニメフェア2021）。
2022年7月24日，在MF文庫J「夏之學園祭2022」特別網絡節目中，公佈將推出電視動畫第2季，預定於2026年播出。

### 製作人員
- 原作：二語十
- 人物原案：Umibouzu
- 導演：栗原學
- 動畫監督：三浦和也
- 副導演：福元信一
- 系列構成：赤尾凸
- 角色設計：伊藤陽祐
- 美術監督、美術設定：大河內稔
- 色彩設計：西詠仔
- 攝影監督：本阿彌光平
- 剪輯：小口理菜（IMAGICA.Lab）
- 音響監督：阿部信行
- 音響效果：鈴木潤一朗、明妻恭平（Swara Pro）
- 音樂：、谷ナオキ（HANO）、矢野達也
- 音樂製作：INCS toenter
- 動畫製作：ENGI
- 製作：偵探已死製作委員會（たんもし製作委員会）[56]

### 主題曲
第1季
片頭曲
作詞、作曲、編曲：jon-YAKITORY，主唱：めありー×jon-YAKITORY
片尾曲鼓動
作詞、作曲、編曲：40mP，主唱：カグラナナ（神乐七奈）
插入曲
（第4話）
作詞、作曲、編曲：Nor，主唱：斋川唯（CV：高尾奏音）
（第4話）
作詞、作曲、編曲：Nor，主唱：斋川唯（CV：高尾奏音）

### 各集列表
動畫第1集上半、第2至4集改編自小說第1卷，第1集下半、第5至6集改編自小說第2卷。
| 第1季 |                                       |          |                |          | |         |
| 1 | （） （）                             | 赤尾凸   | 栗原學、寺丘臨 | 槙麻里奈 | 龜山千夏、增井良紀、能海知佳、宇井川真明 | 7月4日  |
| 一架在一万米上空飞行的飞机被劫持了。少年君塚君彦被自称是侦探的神秘少女希耶絲塔任命为助手，前往驾驶舱。在那里，自称“蝙蝠”代号的男子将机长作为人质。作为释放人质的条件，蝙蝠要求希耶絲塔推理他劫持飞机的理由。                                                         |                                       |          |                |          | |         |
| 2 | （）                                  | 赤尾凸   | 伊藤史夫       | 伊藤史夫 | Lee Seong-jin、Kim Eun-sock、Song Hyeon-ju 龜山千夏、增井良紀、能海知佳、宇井川真明                                                                     | 7月11日 |
| 与希耶絲塔死别1年后，同学少女夏凪渚为了寻找身份不明的人物X向君冢提出了委托。为了完成夏凪的委托，君塚请求女刑警加濑风靡的协助。在风靡的介绍下，君冢与曾经展开过死斗的蝙蝠在监狱再會。通过蝙蝠远超常人的听力，君塚得知夏凪一年前换心手术换上的心脏的主人正是希耶絲塔。 |                                       |          |                |          | |         |
| 3 | （）                                  | 長嶋宏明 | 小林一三       | 橫手颯太 | Min Hyun Sook、Jeon Jong Min、Lee Seong Hee Kang Dong Ha、Lee BooHee、Choi Kyung Seok                                                                   | 7月18日 |
| 4 | （）                                  | 寺西南都 | 增田敏彥       | 山本隆太 | Lee Seong-jin、Hwang Seong-won、能海知佳 龜山千夏、宇井川真明、增井良紀                                                                                 | 7月25日 |
| 5 | （）                                  | 赤尾凸   | 寺丘臨         | 金澤由季 | Lee Seong-jin、Hwang Seong-won、能海知佳 龜山千夏、宇井川真明、增井良紀                                                                                 | 8月1日  |
| 6 | （）                                  | 長嶋宏明 | 伊藤史夫       | 伊藤史夫 | Lee Seong-jin、Mubon Hyeong-jun、Jeong Yong-un Hwang Seong-won、Moon Hee、能海知佳 龜山千夏、宇井川真明、增井良紀                                       | 8月8日  |
| 7 | （）                                  | 寺西南都 |                |          | 能海知佳、宇井川真明、龜山千夏、増井良紀 | 8月15日 |
| 在希耶斯塔疗养期间，君塚与成为代理侦探的艾莉西亚一起寻找“蓝宝石之眼”。这样的日子也是短暂的，为了祝贺希耶斯塔痊愈，3人来到餐厅酒吧。希耶斯塔把杯子递给君塚，希望他能做苹果派的补偿，等回过神来，已经夜深了。回到房间的希耶斯塔坐在床上，对君塚说：“过来，这边。”      |                                       |          |                |          | |         |
| 8 | （）                                  | 寺西南都 |                | 遠藤亮平 | Jeon Jong Min、Kang Dong Ha、Lee Sang Min Jung Chul Gyo、Long Guang                                                                                     | 8月22日 |
| 9 | SPES                                  | 赤尾凸   |                | 伊藤史夫 | Kim Bong-duk、Kim Hyeon-gyeong、Woo Gueum-yung 龜山千夏、増井良紀、能海知佳、宇井川真明                                                                 | 8月29日 |
| 10 | 所以我当不了侦探 （）                 | 長嶋宏明 | 寺丘臨         | 寺丘臨   | 首藤武夫 | 9月5日  |
| 11 | 希望中的光芒 （）                     | 長嶋宏明 | 釘宮洋         | 金澤由季 | Kang Hyeon-guk、Kim Jeong-suk、Mubon Hyeong-jun Jeong Yong-un、Kim Da-hui、Kim Eun-sook Mun Hui、Lee Seong-jin、龜山千夏 增井良紀、能海知佳、宇井川真明 | 9月12日 |
| 12 | 和你一起度过的炫目无比的三年时光 （） | 赤尾凸   | 增田敏彥       | 槙麻里奈 | 能海知佳、宇井川真明、龜山千夏 增井良紀、手島勇人、Kang Hyeon-guk Mun Hui、Hwang Seong-won Lee Seong-jin、Jeong Yong-un                                 | 9月19日 |

### 播放平台
日本深夜動畫：下文記載的日本国内播放時間使用日本標準時間（UTC+9）表示。因為部分時間标识會採用30小时制，因此請留意这类超过24:00的时间，其實際播放時間為翌日清晨。
| 播放日期              | 播放時間（UTC+9）    | 播放電視台 | 播放地區 | 備註                       |
| --------------------- | -------------------- | ---------- | -------- | -------------------------- |
| 2021年7月4日－9月19日 | 星期日 21:30 - 22:00 | AT-X       | 日本全國 | 參與製作，衛星電視，有重播 |
| 2021年7月4日－9月19日 | 星期日 24:30 - 25:00 | TOKYO MX   | 東京都   | 第一集由24:00開始播映      |
| 2021年7月4日－9月19日 | 星期日 24:30 - 25:00 | SUN電視台  | 兵庫縣   |                            |
| 2021年7月4日－9月19日 | 星期日 24:45 - 25:15 | KBS京都    | 京都府   | 第一集由24:15開始播映      |
| 2021年7月5日－9月20日 | 星期一 24:00 - 24:30 | BS日視     | 日本全國 | 參與製作，衛星電視         |
| 2021年7月5日－9月20日 | 星期一 26:05 - 26:35 | 愛知電視台 | 愛知縣   |                            |

| 播映地區         | 播映平台       | 播映日期              | 播映時間                           | 備註                           |
| 第1季            | 第1季          | 第1季                 | 第1季                              | 第1季                          |
| ---------------- | -------------- | --------------------- | ---------------------------------- | ------------------------------ |
| 臺灣             | 巴哈姆特動畫瘋 | 2021年7月4日－9月19日 | 星期 22:30（UTC+8）                |                                |
| 臺灣             | 中華電信MOD    | 2021年7月4日－9月19日 | 星期 22:30（UTC+8）                |                                |
| 臺灣             | Hami Video     | 2021年7月4日－9月19日 | 星期 22:30（UTC+8）                |                                |
| 臺灣             | LiTV 線上影視  | 2021年7月4日－9月19日 | 星期 22:30（UTC+8）                |                                |
| 臺灣             | MyVideo        | 2021年7月4日－9月19日 | 星期 22:30（UTC+8）                |                                |
| 臺灣             | KKTV           | 2021年7月4日－9月19日 | 星期 22:30（UTC+8）                |                                |
| 臺灣             | LINE TV        | 2021年7月4日－9月19日 | 星期 22:30（UTC+8）                |                                |
| 臺灣             | Yahoo TV       | 2021年7月4日－9月19日 | 星期 22:30（UTC+8）                |                                |
| 臺灣             | 遠傳friDay影音 | 2021年7月4日－9月19日 | 星期 22:30（UTC+8）                |                                |
| 臺灣             | bbTV           | 2021年7月4日－9月19日 | 星期 22:30（UTC+8）                |                                |
| 臺灣             | 愛奇藝         | 2021年7月4日－9月19日 | 星期 22:30（UTC+8）                |                                |
| 臺灣             | CATCHPLAY+     | 2021年7月4日－9月19日 | 星期 22:30（UTC+8）                |                                |
| 香港、澳門、臺灣 | bilibili       | 2021年7月4日－9月19日 | 星期 22:30（UTC+8）                | [ 59 ]                         |
| 香港             | Viu            | 2021年7月4日－9月19日 | 星期 22:30（UTC+8）                |                                |
| 中國大陸         | 哔哩哔哩       | 2021年7月4日－9月19日 | 星期 22:30（UTC+8）                | [ 60 ]                         |
| 亞洲地區         | Animax         | 2022年3月4日－        | 星期一至日 21:30 - 22:30 （UTC+8） | 國日雙語播出 連播兩集 週四除外 |

## 外部連結
- MF文庫J特設網站（日語）
- ComicWalker上的漫畫連載（日語）
- 電視動畫官方網站（日語）
- 小說的X（前Twitter）（日語）